# 烏加里特
35°36′06″N 35°47′0″E / 35.60167°N 35.78333°E
烏加里特（或譯為烏旮瑞特、烏迦列或、烏加列，現代地名拉斯·向拉在阿拉伯語中意為“野茴香枝頭”）是古老的國際港都，位於北敘利亞沿地中海都市拉塔奇亞北方數公里處。在該地發現的檔案文獻經由來自邁錫尼和塞浦路斯（又稱阿拉西亞）的陶器證實後，確認烏加里特不僅和塞浦路斯有貿易外交關係，還向埃及納貢。該城政治勢力的興盛期由公元前1450年持續到前1200年。

## 地點
在1928年某阿拉維派的（什葉派的分支）農人耕作時意外掘開一座古墓之前，烏加里特的地址早已久被遺忘。這片地區屬於烏加里特的墓園。發掘工作發現烏加里特足以跟烏爾、艾利都兩城並列古文明都市的搖籃，這可能是因為此城身為海港跟通往兩河流域的貿易樞紐之故。至於年代則可追溯到公元前6000年之久。
在困難的政治環境下，大多數的發掘工作由來自斯特拉斯堡史前及高盧羅馬博物館的考古學家克勞德·雪菲負責。
發掘作業揭露了一座皇宮，擁有八座中庭跟九十個座落四周的房間；許多偌大的私宅，包括一座存有外交、法律、行政、學術、文學跟宗教文本的私人圖書館，由名為拉帕努的外交官所有。有兩座神廟建在此城奠基的山上：其一是獻給代表國王的巴力；另一是獻給來生代表豐饒和穀麥的神大袞。
發掘時共發現數個儲存楔形文字泥板的地點，分別是皇室、神廟以及兩座當時世上稀有的私人圖書館，皆可追溯到晚期的公元前1200年。這個古代國際中心的泥板以蘇美爾文、胡立安文、阿卡德文跟烏加里特文撰寫。當時烏加里特通行的書寫文字不下於七種，分別是埃及文、蘇美爾文、胡立安文、阿卡德文、塞浦路斯—麥諾安文、盧為象形字跟烏加里特文。
在1958年持續發掘時，另一座圖書館現跡。其中的泥版卻被轉賣到黑市而不及修復。這批名為克雷蒙·拉斯·向拉的泥版現藏於加州克雷蒙神學院的古物和基督教研究所，由羅倫·費雪（Loren R. Fisher）在1971年校訂。在1973年的搶救挖掘中，發現另一處藏有約120塊泥版的檔案室。1994年時在一座方石砌成的大建築裡另出土300多塊的泥版，當中的紀錄涵蓋了這座青銅器時代城市的最後餘光。
烏加里特最重要的文學片段可能是巴耳故事集，描述對迦南神祇巴耳信仰和儀式的基礎。

## 歷史

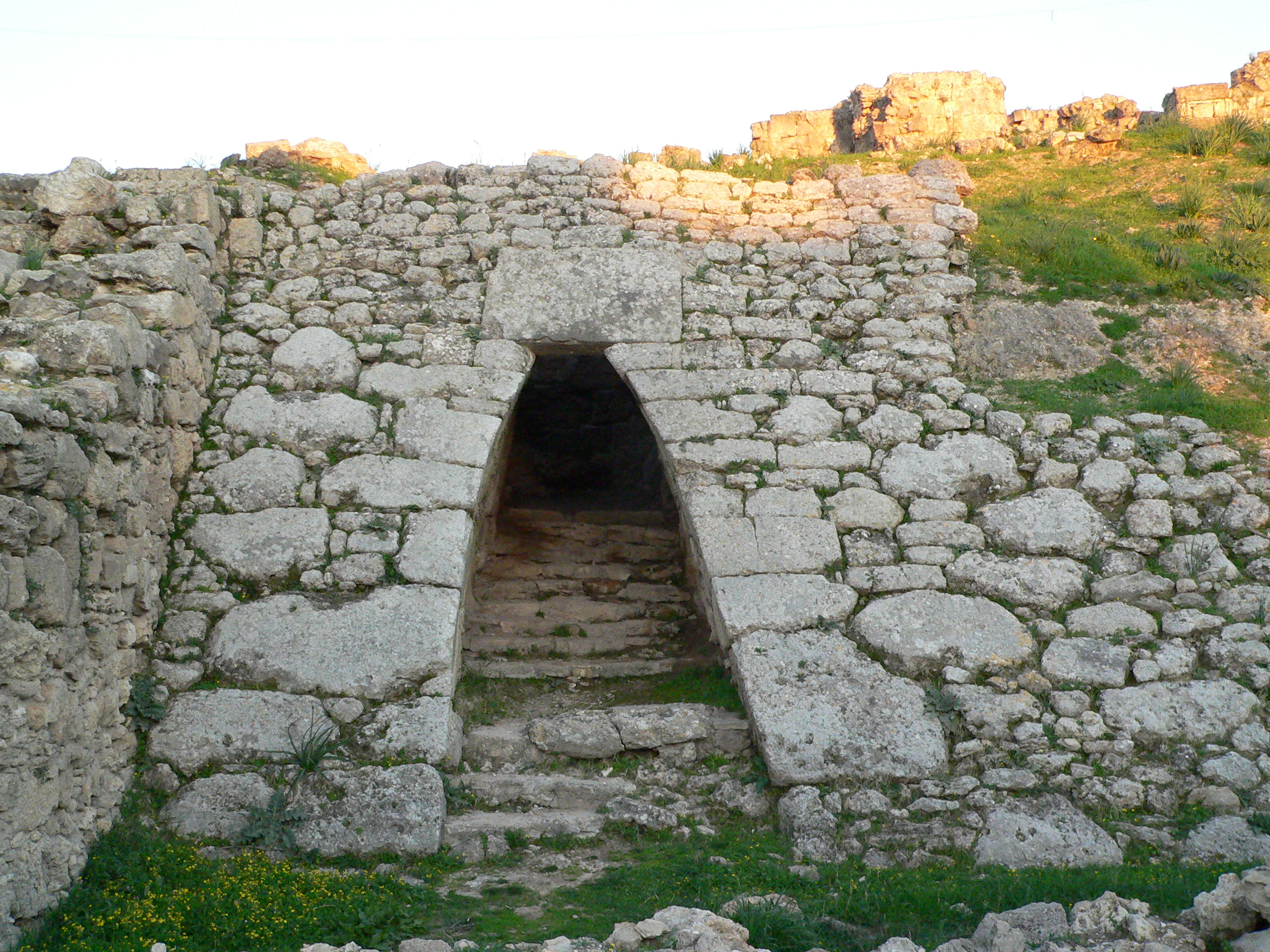
烏加里特王宮的入口

雖然此地發源的歷史應該更久，新石器時代的烏加里特在初期已經重要到值得建城牆加以防禦，時間可能早在公元前6000年。
最早提及烏加里特的文獻在公元前1800年由鄰城艾伯拉記載。烏加里特處於埃及文化圈中，藝術深受影響。雙方最早的接觸——也是烏加里特最初可追溯的年代——由一顆確認來自於法老辛努塞爾特一世的瑪瑙珠證實，時間是公元前1971至1926年。另外還發現來自於辛努塞爾特三世跟阿蒙涅姆赫特三世的石碑跟小型雕像。
烏加里特後來落入喜克索斯支族的統治，他們還毀壞了帶有埃及風格的紀念建築。在文化興盛的前十六到十三世紀，烏加里特跟埃及和塞浦路斯間不斷來往。
最後一位青銅器時代的國王阿穆拉匹跟西台國王蘇庇路里烏瑪二世同一時代，不過統治的確切年代仍未知。
烏加里特在青銅器時代末期被摧毀。滅亡時的地層中有來自希臘青銅器末期IIIB期但沒有IIIC的器皿（參見邁錫尼文明）。這點對追溯IIIC期的年代貢獻頗大。由該區中一柄帶有法老門捏普塔（公元前1213年－前1203年）之名的寶劍敲定公元前1190年為希臘青銅器末期IIIC期開始的年代。一塊1968年發現的楔形文字泥版紀錄該城在法老門捏普塔駕崩之後被毀，也就是早於公元前1190年，時間可能是前1195年。一般同意最晚在拉美西斯三世執政第八年時，烏加里特已不復存。
關於烏加里特是否先於西台的首都哈圖薩被毀仍有爭議。此地隨著破壞而荒廢了一段時期。許多當時的環地中海文明都被神秘的海上民族入侵而搞得秩序大亂。

## 文字
烏加里特的書記員似乎在公元前1400年創立了烏加里特字母。該字母表由楔形文字發展出共三十個字母，與聲音互相對應，並刻於泥版上。到底腓尼基字母跟烏加里特字母誰先發明仍未有定論。不過腓尼基文藉由貿易航線傳遍了地中海跟愛琴海。跟困難的阿卡德楔型文——比方說公元前1350年的阿馬納字母——相比之下，靈活的表音字母對普及各類人民的識字率開啟了一個新的時代。屬於米諾斯文明的克諾索斯島，其十分有限的識字率跟烏加里特相比有如天壤之別。

## 文學
除了跟青銅器時代的鄰居作皇室通信之外，在烏加里特圖書館發現的文學作品有以敘事詩體創作的神話；信件；法律文件含有國際條約，管理清單；還有某些詩作的斷簡殘篇，計有《科圖傳說》，《丹·艾爾傳說》跟詳細描寫巴耳與揚、摩特之間爭戰的故事等等。
烏加里特檔案室對聖經研究有重大意義，這些檔案首次提供對以色列人定居迦南之前當地宗教詳盡的描述。這些資料跟希伯來聖經文學之間有顯著的對映關係，特別是詩體格式和對神性的描繪。希伯來詩歌承襲許多烏加里特詩歌的元素，如對句法、韻律跟節奏。在烏加里特的發現讓舊約的文學價值產生了新的評斷。

## 宗教信仰
烏加里特的信仰集中在主神埃爾 (神)或稱艾爾上，並尊稱他為“人類之祖”或是“創世者”，他的宮廷稱為“伊姆”。其他眾神中最重要的有天國之王阿達德、女神雅雪拉、代表暴風雨和大災難等自然混亂現象的海神閻及死神默。次要的神祇有穀神大袞、提洛希、何隆、掌醫療的神祇雷薛夫、代表技藝跟智慧的工藝之神科塔·卡西斯、曙光之神沙哈爾及垂暮之神砂林。烏加里特的文獻提供學者們有關迦南宗教的豐富資料，以及他與以色列宗教之間的關連。

## 國王
烏加里特楔型文記載的末代國王：
前1349之前 亞米唐陸一世
前1349 - 前1315 尼柯馬都二世
前1315 - 前1313 亞爾哈巴
前1313 - 前1260 尼柯美帕
前1260 - 前1235 亞米唐陸二世
前1235 - 前1220 伊比拉努
前1220 - 前1215 尼柯馬都三世
前1215 - 前1185 阿穆拉匹

## 外部連結
- Online text:  The Epic of Ba'al
- Ugarit reading list, Drs Stuckenbruck and Weeks, University of Durham
- The Edinburgh Ras Shamra project includes an introduction to the discovery of Ugarit.
- Ugarit and the Bible （页面存档备份，存于）
- Ugaritic Literature as an Aid to Understanding the Hebrew Bible (Old Testament)
- About the discovery of Ugarit （页面存档备份，存于）
- Ugaritic culture, cult and art briefly outlined. （页面存档备份，存于）
- Introduction to Ras Shamra (Ugarit), and a virtual museum of Ugaritic art.
- Brief description of the site of Ugarit. （页面存档备份，存于）
- Resources on Biblical Archaeology
- Canaanite/Ugaritic Mythology （页面存档备份，存于）
- Ugarit and Biblical Heritage （页面存档备份，存于） - A site with descriptions of the primary and minor gods and generous excerpts from the actual stories.
- Brief history of Ugarit.
- Ugaritic texts and their relationship to the Old Testament.

### 來源
- Bourdreuil, P. 1991. "Une bibliothèque au sud de la ville : Les textes de la 34e campagne (1973)". in Ras Shamra-Ougarit, 7 (Paris).
- Drews, Robert. 1995. The End of the Bronze Age: Changes in Warfare and the Catastrophe ca. 1200 BC (Princeton University Press). ISBN 0-691-02591-6
- Smith, Mark S., 2001. Untold Stories ; The Bible and Ugaritic Studies in the Twentieth Century ISBN 1-56563-575-2 Chapter 1: "Beginnings: 1928–1945"
- Sanford Holst.  "Phoenicians:  Lebanon's Epic Heritage," Cambridge and Boston Press, Los Angeles, 2005.
- Ugarit Forschungen (Neukirchen-Vluyn).  UF-11 (1979) honors Claude Schaeffer, with about 100 articles in 900 pages.  pp 95, ff, "Comparative Graphemic Analysis of Old Babylonian and Western Akkadian", ( i.e. Ugarit and Amarna (letters), 3 others, Mari, OB,Royal, OB,non-Royal letters). See above, in text.
- Virolleaud, Charles, 1929. "Les Inscriptions cunéiformes de Ras Shamra." in Syria 10, pp 304-310.
- Yon, Marguerite, 2005. The City of Ugarit at Tell Ras Shamra ISBN 1-57506-029-9 (Translation of La cité d'Ugarit sur le Tell de Ras Shamra 1979)